# Иларион (Ремезов)
Иларион Ремезов (в миру Иван Дмитриевич; ок. 1784—1852) — иеромонах Русской православной церкви.

## Биография
Родился около 1784 года во Владимирской губернии в семье причетника. Обучался во Владимирской духовной семинарии. 

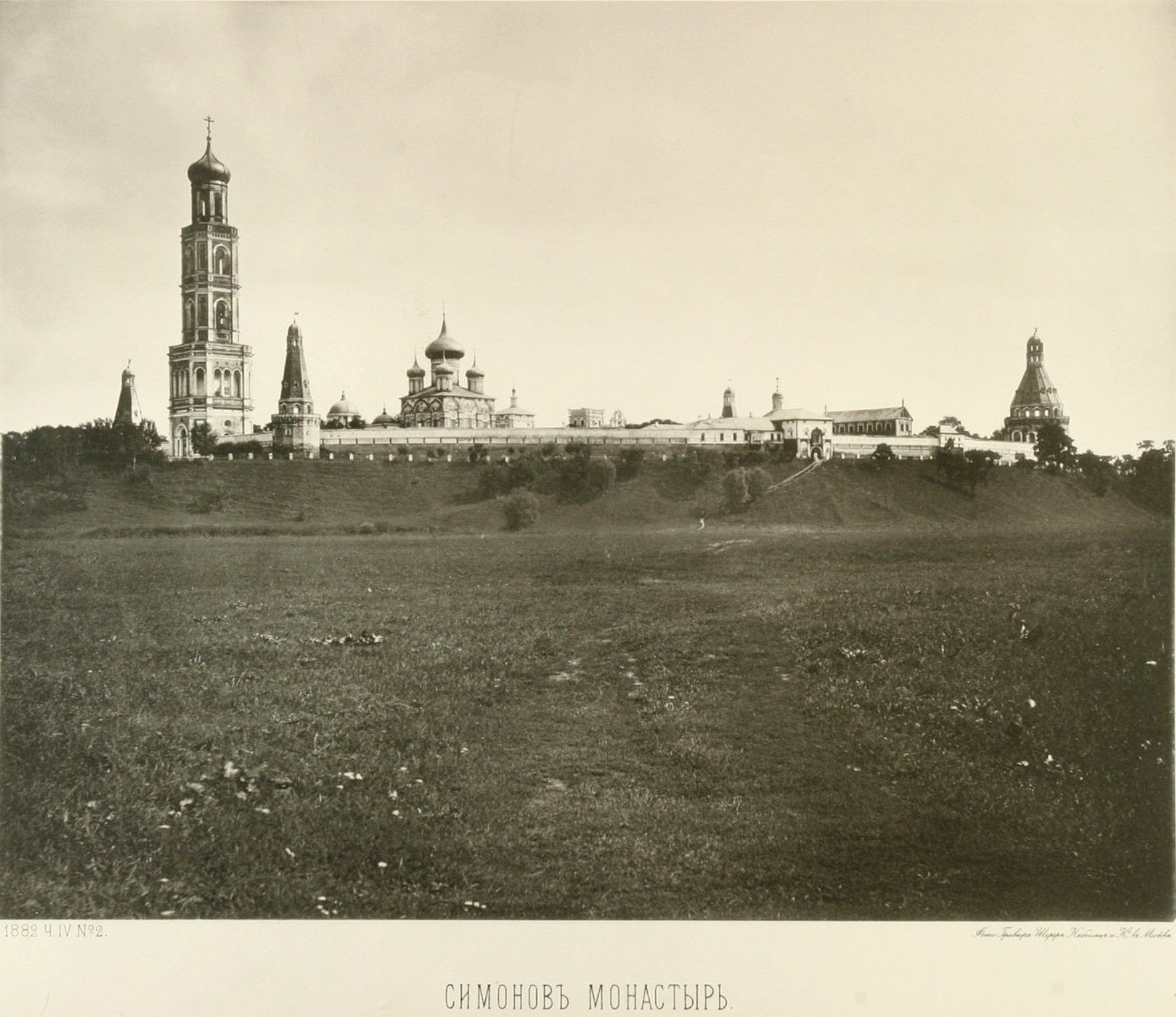
Симонов монастырь (XIX век)

Глухота и головные боли, как следствия ушиба головы в детстве, заставили Ивана Дмитриевича Ремезова бросить учение и поступить на гражданскую службу; но по давней склонности к монашеству, он через некоторое время поступил в Благовещенский Вязниковский монастырь, а в 1806 году перешёл в Московский Симонов монастырь, в котором оставался до конца своей жизни, проходя различные послушания. 
В 1814 году был пострижен в монашество с именем Илариона и вскоре рукоположён в сан иеромонаха, а позднее был избран духовником братии. 
В 1823 году Иларион Ремезов путешествовал по Святым местам и, вернувшись, занял должность ризничего. Смиренная, благоговейная наружность, невыразимое спокойствие в чертах лица привлекали к нему всякого. 
В 1833 году он отказался от занимаемых им должностей и жил в монастыре на больничной вакансии. Он много занимался переводом отеческих книг и «Великого зерцала»; собрал и описал более 1000 чудес Божией Матери; составлял жития святых, не помещённых в четьих-минеях; изложил историю монашеских обществ; описал Симонов монастырь; составил симфонию текстов священного писания и мнений учителей церкви на разные душеспасительные предметы.
Иларион Ремезов умер в апреле 1852 года.